# توماس رابینسون (بازیکن بسکتبال)
توماس رابینسون (انگلیسی: Thomas Robinson؛ زادهٔ ۱۷ مارس ۱۹۹۱) یک بازیکن بسکتبال اهل ایالات متحده آمریکا است. از باشگاه‌هایی که در آن بازی کرده‌است می‌توان به ساکرامنتو کینگز، هیوستون راکتس، پورتلند تریل بلیزرز، و فیلادلفیا سونتی‌سیکسرز، بروکلین نتس و لس آنجلس لیکرز اشاره کرد.